# Опыт (канонерская лодка)
«О́пыт» — канонерская лодка Российского императорского флота; первый в России военный корабль с броневой защитой.

## Строительство
22 июля 1861 года зачислена в списки судов Балтийского флота, и 8 августа 1861 года заложена на заводе Карра и Макферсона (впоследствии Балтийском) в Санкт-Петербурге. Спущена на воду 27 сентября 1861 года, вступила в строй 11 мая 1862 и вошла в состав Гвардейского экипажа.

## Конструктивные особенности
На канлодке «Опыт» была применена весьма остроумная система бронирования. Небольшого водоизмещения корабля (270 т) хватило лишь на броневую защиту единственного 196-мм бомбического орудия, которую выполнили в виде пересекающего корпус в поперечном направлении V-образного броневого траверза из 114-мм (как на самых мощных броненосцах тех лет) железных плит размером 1200×1000 мм, часть из которых была русской работы, часть — заказана в Англии. Плиты устанавливались на 305-мм тиковой подкладке, служившей для амортизации сотрясений при попаданиях снарядов. Верхняя часть траверза выступала над верхней палубой и образовывала своего рода бруствер, поверх которого стреляло орудие.
Траверз обеспечивал достаточно надёжную защиту от продольного огня большей части корабля, включая вооружение, котлы и механизмы, что считалось вполне приемлемым, поскольку в бою канлодка должна была быть почти постоянно обращена к противнику носом. Как и другие «броненосные лодки» Балтийского флота, «Опыт» по сути был подвижным продолжением Кронштадтских фортов, рассчитанным на обстрел противника со стационарной позиции — существовало даже штатное расписание того, между какими фортами броненосные корабли русского флота должны занять место в случае атаки неприятеля. На такой позиции уязвимые борта канонерской лодки были надёжно прикрыты. Кроме того, имея осадку всего в 1,8 метра, «Опыт» потенциально мог уйти от более сильного противника на мелководье.

## Служба
19 февраля 1866 года разоружена, исключена из списков судов Балтийского флота и передана частному судовладельцу для использования в качестве ледокола, но 31 января 1870 была вновь вооружена и вторично зачислена в списки кораблей Балтфлота.
1 февраля 1892 года переклассифицирована в канонерскую лодку береговой обороны, прошла капитальный ремонт в 1900 году. 5 января 1906 года, наряду с большим количеством иных устаревших кораблей, сохранявшихся на боевой службе ввиду потери большей части флота в войне с Японией, выведена из боевого состава, разоружена и сдана к Санкт-Петербургскому военному порту на хранение.
9 августа 1907 года расконсервирована, переформирована изначально в портовое судно, а 16 июля 1915 — в ГИСУ и передана в распоряжение Комиссии по обзору финских шхер. Участвовала в Первой мировой войне — обеспечивала навигационную безопасность плавания кораблей и судов в Финском заливе, и Февральской революции.
25 октября 1917 года вошла в состав Красного Балтийского Флота, 11 марта 1918 года — передана в распоряжение ФСРР, но 13 — 21 апреля 1918 года захвачена в Гельсингфорсе (Хельсинки) вооруженными формированиями буржуазной Финляндии. В 1922 году по условиям Юрьевского мирного договора подлежала возврату РСФСР, но как окончательно устаревшая была продана в Финляндии на металлолом.

## Командиры
- 1878-1880 - лейтенант Стронский Иван Иванович. /Общий Морской Список. Том 16/.
- 1880-1885 — лейтенант Щенснович, Эдуард Николаевич
- 03.1904-07.1904 — лейтенант Македонский, Павел Павлович